# Наум Башев
Наум Григоров Башев е български лекар.

## Биография
Башев е роден в град Ресен. Брат е на Андрей Башев. Учи медицина в Московския университет със стипендия от 1608 лева от българското министерство на народното просвещение. Практикува медицина в Провадия и Разград и оглавява градската болница. В учебните 1910/11 и 1911/12 година е училищен лекар в Разградската мъжка гимназия. Баща е на доктор Андрей Башев.